# Nyctemera javana
Nyctemera javana là một loài bướm đêm thuộc phân họ Arctiinae, họ Erebidae.